# ジキル博士とハイド氏 (1941年の映画)

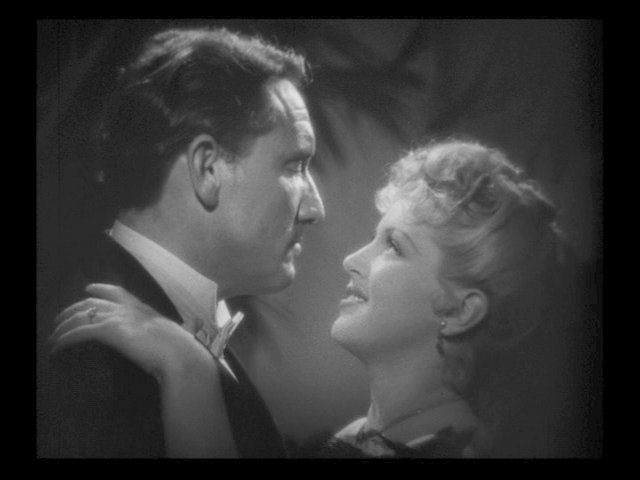
予告編より、スペンサー・トレイシーとラナ・ターナー

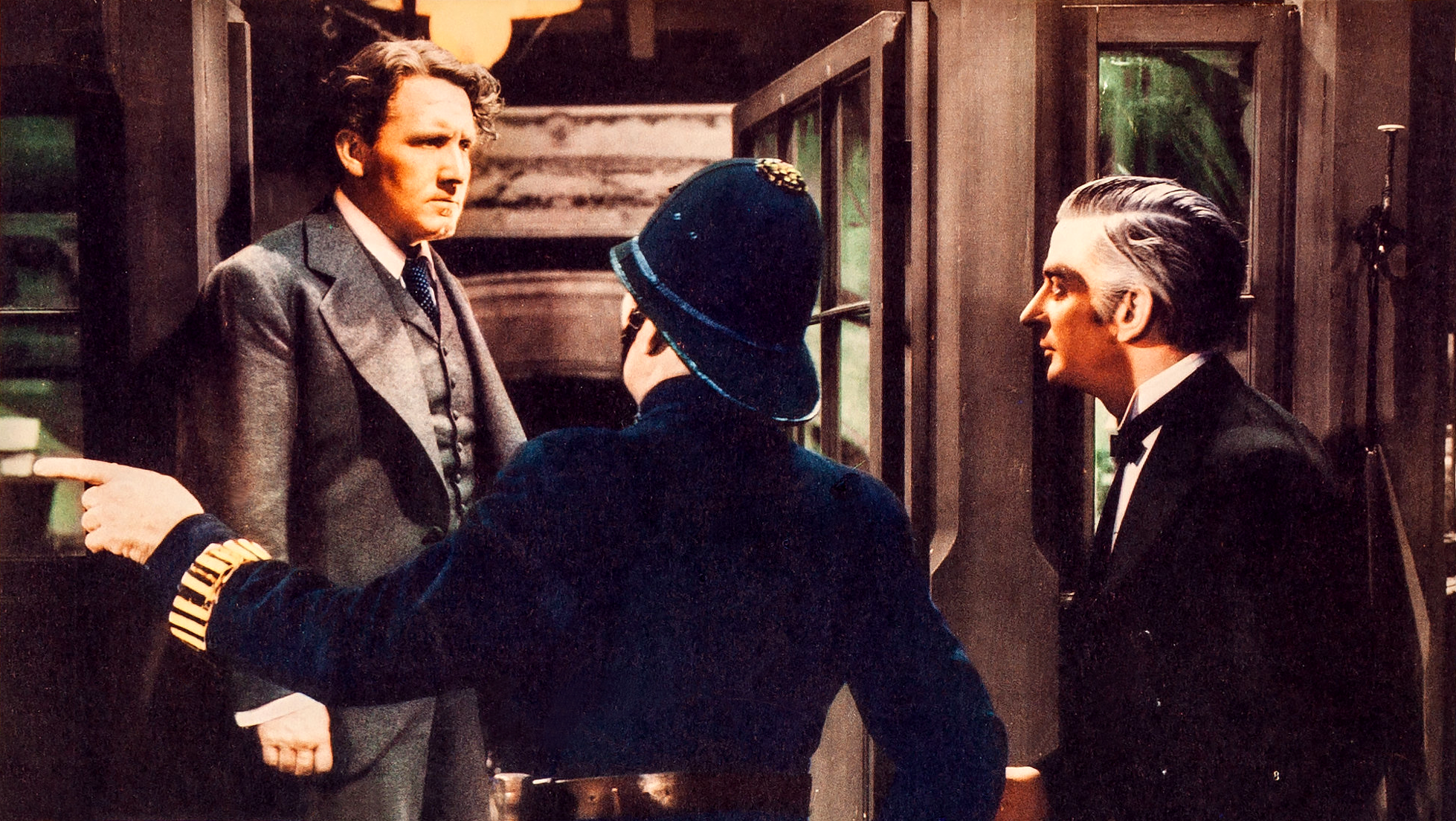
ヘンリー・‘ハリー’・ジキル、ハイド - スペンサー・トレイシー。

『ジキル博士とハイド氏』（ジキルはかせとハイドし、Dr. Jekyll and Mr. Hyde）は、1941年のアメリカ映画で、1931年に作られた同名の映画のリメイク作品である。1949年の日本劇場公開時の題名は『ジェキル博士とハイド氏』。DVD発売時に改題されている。

## 概要
原作はロバート・ルイス・スティーヴンソンの小説『ジキル博士とハイド氏』で、監督はパラマウント映画から出された1931年の同名の映画の権利を手に入れ、この映画と同じくメトロ・ゴールドウィン・メイヤーから出された『風と共に去りぬ』と『オズの魔法使』の監督を務めた、ヴィクター・フレミング。
プロデューサーは、ビクター・サヴィルで、脚本は初期のパーシー・ヒースとサムエル・ホフステインが演じた映画の脚本を元に、ジョン・リー・メイヒンが担当。音楽の製作は、フランツ・ワックスマンが、ダニエル・アミフィシアトロフとマリオ・カステルヌオーヴォ＝テデスコからノンクレジットの提供を受けたものである。
撮影はジョセフ・ルッテンバーグが行い、美術はセドリック・ギボンズ、そして衣裳のデザインはエイドリアンとジャイル・スティールが担当した。
出演したスターはスペンサー・トレイシー、イングリッド・バーグマン、ラナ・ターナー、ドナルド・クリスプ、イアン・ハンター、バートン・マクレーン、C・オーベリー・スミスとサラ・オールグッドである。

## あらすじ
ジキル博士は人間には皆善い面と悪い面があると信じている。実験により彼の悪い面・ハイドがあらわになった。実験はジキル博士にハイドがどれだけ悪い面があるかを教えた―ハイドは早くからジキルに興味を示したアイヴィー（イングリッド・バーグマン）や、ジキルの養父であるチャールズ卿（ドナルド・クリスプ）を殺害することができたのだった。物語の最後、ジキル博士の親友であるラニョン博士がジキルに向かって発砲したことにより、ハイドは殺され、かくしてジキルも死んだのだった。

## キャスト
- ヘンリー・‘ハリー’・ジキル、ハイド - スペンサー・トレイシー
- アイヴィー・ピーターソン - イングリッド・バーグマン
- ベアトリクス・‘ベア’・エメリー - ラナ・ターナー
- チャールズ・エメリー卿 - ドナルド・クリスプ
- ジョン・ラニョン - イアン・ハンター
- サム・ヒギンズ - バートン・マクレーン
- ビショップ・マナーズ - C・オーブリー・スミス
- プール（ジキルの執事） - ピーター・ゴドフリー
- ヒギンズ夫人 - サラ・オールグッド
- ヒース博士 - フレデリック・ウォルロック
- フェンウィック研修生 - ウィリアム・タネン
- マルシア - フランセス・ロビンソン
- フレディー - デニス・グリーン
- ウェラー氏 - ビリー・ビーヴァン
- プローティー - フォレスター・ハーヴェイ
- ウェイマウス大佐 - ラムデン・ヘア
- カートランド博士 - ローレンス・グラント
- 教会にいた巡査 - ジョン・バークレー

## 日本語吹替
| 役名                               | 俳優                     | 日本語吹替   | 日本語吹替   |
| 役名                               | 俳優                     | NETテレビ版1 | NETテレビ版2 |
| ---------------------------------- | ------------------------ | ------------ | ------------ |
| ヘンリー・‘ハリー’・ジキル、ハイド | スペンサー・トレイシー   | 森山周一郎   | 森山周一郎   |
| アイヴィー・ピーターソン           | イングリッド・バーグマン | 三木弘子     | 水城蘭子     |
| ベアトリクス・‘ベア’・エメリー     | ラナ・ターナー           | 津村悠子     | 瀬能礼子     |
| チャールズ・エメリー卿             | ドナルド・クリスプ       | 杉田俊也     |              |
| ジョン・ラニョン                   | イアン・ハンター         | 村越伊知郎   |              |
| プール（ジキルの執事）             | ピーター・ゴドフリー     | 文部おさむ   |              |

- NETテレビ版1：初回放送1967年2月25日『土曜洋画劇場』
- NETテレビ版2：初回放送1973年3月3日『土曜映画劇場』

## キャスティング
有名な共演者に会ったことがないにもかかわらず、スペンサー・トレイシーは当初バーグマンとターナーの役である悪い女といい女でありながら同一人物とわかってしまう女性を、キャサリン・ヘプバーンに演じることを望んでいた。

## 受賞歴
この映画はアカデミー賞のうち3部門（最優秀映画賞（白黒映画）、最優秀脚本賞、最優秀音楽賞）のノミネートを受け、ドラマチックな映像が評価された。多くの会話、滑らかな展開、キャストの豪華さ、典型的なMGMスタイル、そして音楽の美しさといった、1931年の作品にはない要素がこの作品には詰まっている一方、1931年の作品には、本編全体を通して、音楽がまったく使われていなかった。

## 備考
- 1946年のワーナー・ブラザースのメリー・メロディーズ作品『Hare Remover』において、エルマー・ファッドが招待してもらった家で薬を一杯服用して醜態をさらしている時、バッグス・バニーが観客に向かって「スペンサー・トレイシーの方が良かった!」と発言している。
- おもしろいことにワーナー・ブラザースは、1986年以前のMGM作品を管理していたターナーエンターテイメントを1996年に入手したため、この映画と1931年の映画の権利を得ている。現在、正規版DVDが発売中で、大変珍しい両面1層となり、A面に1931年版、B面に1941年版が入る。また上記とは別のバッグス・バニー作品『ジキルとハイドとバッグス』（1955年、原題：Hyde and Hare）も特典として収録されている。